# Решитько, Валерий Фёдорович
Валерий Фёдорович Решитько — государственный деятель советского периода, председатель Калужского горисполкома (1986—1991).
Родился 17 июля 1947 года в Тбилиси.
Окончил Всесоюзный заочный институт инженеров железнодорожного транспорта по специальности «Промышленное и гражданское строительство» (1976).
- 1965—1967 мастер СМУ-9, а затем СУ-5 Калужского треста домостроения.
- 1967—1970 служба в армии.
- 1970—1974 мастер-прораб СМУ-15 Управления «Калугастрой»,
- 1974—1976 прораб, затем начальник участка Калужского домостроительного комбината,
- 1976—1977 главный инженер СМУ-15 Управления «Калугастрой».
- 1977—1984 зав. отделом Калужского горкома КПСС,
- 1984—1985 зам. председателя Калужского горисполкома.
- 1985—1986 второй секретарь Калужского горкома КПСС,
- 1986-1991 председатель Калужского горисполкома.

С 1996 года — генеральный директор Калужской областной ассоциации промышленников и предпринимателей «Регион».
С 2006 года — начальник Управления Главгосэкспертизы по Калужской области. В 2007 году — директор ГП «Управление государственной вневедомственной экспертизы Калужской области». С ноября 2007 года — директор АУ «Калугагосэкспертиза» («Управление государственной экспертизы проектов Калужской области»).
Заслуженный строитель Российской Федерации (1998). Почётный гражданин Калуги (21.03.2012).